# (3049) Kuzbass
(3049) Kuzbass est un astéroïde de la ceinture principale.

## Description
(3049) Kuzbass est un astéroïde de la ceinture principale. Il fut découvert le 28 mars 1968 à Naoutchnyï par Tamara Smirnova. Il présente une orbite caractérisée par un demi-grand axe de 3,12 UA, une excentricité de 0,14 et une inclinaison de 2,5° par rapport à l'écliptique.

## Compléments